# Sean McMonagle
Sean Scott McMonagle (Oakville, 19 gennaio 1988) è un ex hockeista su ghiaccio canadese naturalizzato italiano, di ruolo difensore.

## Carriera

### Club
Dopo le esperienze giovanili e le quattro stagioni giocate in NCAA con la maglia della Brown University, Mc Monagle esordì nell'hockey professionistico coi Las Vegas Wranglers in ECHL, giocando gli ultimi incontri della stagione 2009-2010 e l'intera stagione successiva. A livello giovanile giocava come centro, col passaggio al professionismo ha arretrato il suo raggio di azione, divenendo un difensore dalle spiccate attitudini offensive.
Dal 2011 si è trasferito stabilmente in Europa: le prime esperienze nella seconda serie svedese coi Tingsryds AIF (2011-2012), nella massima serie italiana con l'Alleghe Hockey (2012-2013), nella DEL2 con l'EC Bad Neuheim (2013-2014).
Dopo aversi allenato coi francesi dei Ducs d'Angers nell'estate 2014, è passato agli italiani dell'Hockey Club Bolzano che giocavano nel campionato sovranazionale EBEL. Dopo essere stato confermato dai bolzanini per una seconda stagione, è rimasto nel medesimo campionato anche nelle due stagioni successive, giocate la prima con i cechi dell'Orli Znojmo e la seconda con gli austriaci del Dornbirner EC.
Nella stagione 2018-2019 ha vinto il titolo nazionale norvegese con i Frisk Asker. Ha chiuso la carriera al termine della stagione 2019-2020, giocata in Galles coi Cardiff Devils.

### Nazionale
In possesso del passaporto italiano grazie alla nonna materna nativa di Dernice, dopo aver giocato per due stagioni consecutive con il Bolzano ha potuto vestire la maglia della nazionale italiana. Con gli azzurri ha disputato due edizioni del mondiale di Prima Divisione (2016 e 2018) e una del mondiale Top Division (2019).

## Palmarès

### Club
- Campionato norvegese: 1

Frisk Asker: 2018-2019

### Individuale
- ECAC All-Academic Team: 3

2007-2008, 2008-2009, 2009-2010